# Adamantisaurus mezzalirai
Adamantisaurus ("Mezzaliras Adamantina-ödla") är en art av dinosaurier som tillhör släktet Adamantisaurus, en titanosaurie från senare delen av kritaperioden i dagens Sydamerika. Den är enbart känd från sex svanskotor, men då den var en sauropod, kan man anta att denna dinosaurie var ett väldigt stort djur, kanske runt 15 meter lång med en vikt på 20 ton, med lång hals och svans. Den kan ha varit armerad med benplattor och benknoppar, men till dess att man har funnit mer material är dess rätta utseende ett mysterium.

## Namngivning
Fastän Adamantisaurus' kvarlevor först nämndes i en text år 1959, blev den inte namngiven förrän vid beskrivningen, som gjordes av de brasilianska paleontologerna Rodrigo Santucci och Reinaldo Bertini år 2006. Det var den första namngivna dinosaurien det året. Den enda arten, A. mezzalirai, är namngiven för att hedra Sergio Mezzalira, den brasilianske geologen som var den som fann och nämnde arten i sin text. Släktnamnet Adamantisaurus kommer av Adamantina-formationen i den brasilianska delstaten São Paulo, där fossilet hittades, och det grekiska ordet σαυρος/sauros som betyder 'ödla', det vanligaste suffixet hos dinosaurie-namn.

### Fynd
Adamantina-formationen är en del av Baurugruppen med geologiska formationer. Stratigrafi och den exakta åldern av Baurugruppen är fortfarande okänd, men Adamantina är troligen från mellan turonian- och tidig maastrichtskeden under sen krita (93 till 70 miljoner år sedan). Adamantisaurus delar Adamantina med en annan titanosaurie, Gondwanatitan.

## Klassificering
Likt många titanosaurier är Adamantisaurus inte helt känd, vilket gör dess släktskap med andra titanosaurier svårt att fastställa. Emellertid har man upptäckt likheter mellan Aeolosaurus och Baurugruppens titanosaurie, formellt känd som "Peiropolis titanosaur", nu kallad Trigonosaurus (Santucci & Bertini, 2006).